# Championnat de France de la pizza
Le Championnat de France de la pizza est une compétition des meilleurs pizzaïoli de France. Après avoir été sélectionnés lors du France Pizza Tour, les meilleurs candidats s'affrontent lors de la grande finale qui a lieu lors du salon Sandwich and Snack Show - Parizza.

## Historique
Le premier championnat a été mis en place en 2005.

## Épreuves
Seuls les 10 premiers de chaque étape du France Pizza Tour sont qualifiés pour participer à la finale, au salon Parizza Porte de Versailles à Paris en France.
Lors de ce championnat, d'autres épreuves ont également lieu : Pizza dessert, Pizza in teglia (pizza en plaque), Pizza acrobatique, Pizza large et Pizza de rapidité.

## Palmarès
| Année | Pizza classique                 | Pizza In teglia             | Pizza acrobatique   | Pizza large         | Pizza de rapidité   |
| ----- | ------------------------------- | --------------------------- | ------------------- | ------------------- | ------------------- |
| 2024  | Mélodie Siong                   |                             |                     |                     |                     |
| 2023  | Simone Desogus                  |                             |                     |                     |                     |
| 2022  | Nicolas Soum & Dominique Zucaro |                             |                     |                     |                     |
| 2021  | Tien Siong                      |                             |                     |                     |                     |
| 2019  | Bruno SAIMPAUL                  | Caroline MAYA               | Simone PASQUA       | Demetrio LAVILLA    | Sébastien GALLAIS   |
| 2018  | Farid Seghari                   | Damien FEROUX               | Pas d'épreuve       | Alexandre OBRIER    | Thierry GOURREAU    |
| 2017  | Yoan Garcin                     | Laurent Raimondo            | Ciro Panella        | Matteo Di Benedetto | Damien Feroux       |
| 2016  | Nabil Berrahmane                | Giovanni Mangione           | Nabil Berrhamane    | Yves Grandmougin    | Alexandre Kovacevic |
| 2015  | Nicolas Ribera                  | Anthony Roux-Laffont        |                     | Matteo Di Benedetto | Thierry Roseler     |
| 2014  | Yann Dayer                      | Jean-Michel Albin Guillaume | Nabil Berrahmane    | Damien Feroux       | Ludovic Bicchierai  |
| 2013  | Yann Ledroguen                  |                             |                     |                     |                     |
| 2012  | Grégory Edel & Georges Lescuyer | Omer Sertovic               | Nabil Berrhamane    | Damien Feroux       | Nicolas Ribera      |
| 2011  | Robin Ricordel                  | Jordan Tomas                | Robin Ricordel      |                     |                     |
| 2010  | Bruno Raja                      | Emeline Becaert             |                     |                     |                     |
| 2009  | David Oddou                     |                             |                     |                     |                     |
| 2008  | John Berg                       |                             | Christophe Rebeccai |                     |                     |
| 2007  | Thierry Astier                  |                             | Christophe Rebeccai |                     | Christophe Rebeccai |
| 2006  | Lionel Lombardi                 |                             |                     |                     | Alexandar Kovacevic |
| 2005  | Luigi Smine                     |                             |                     |                     |                     |